# 千禧广场 (利兹)

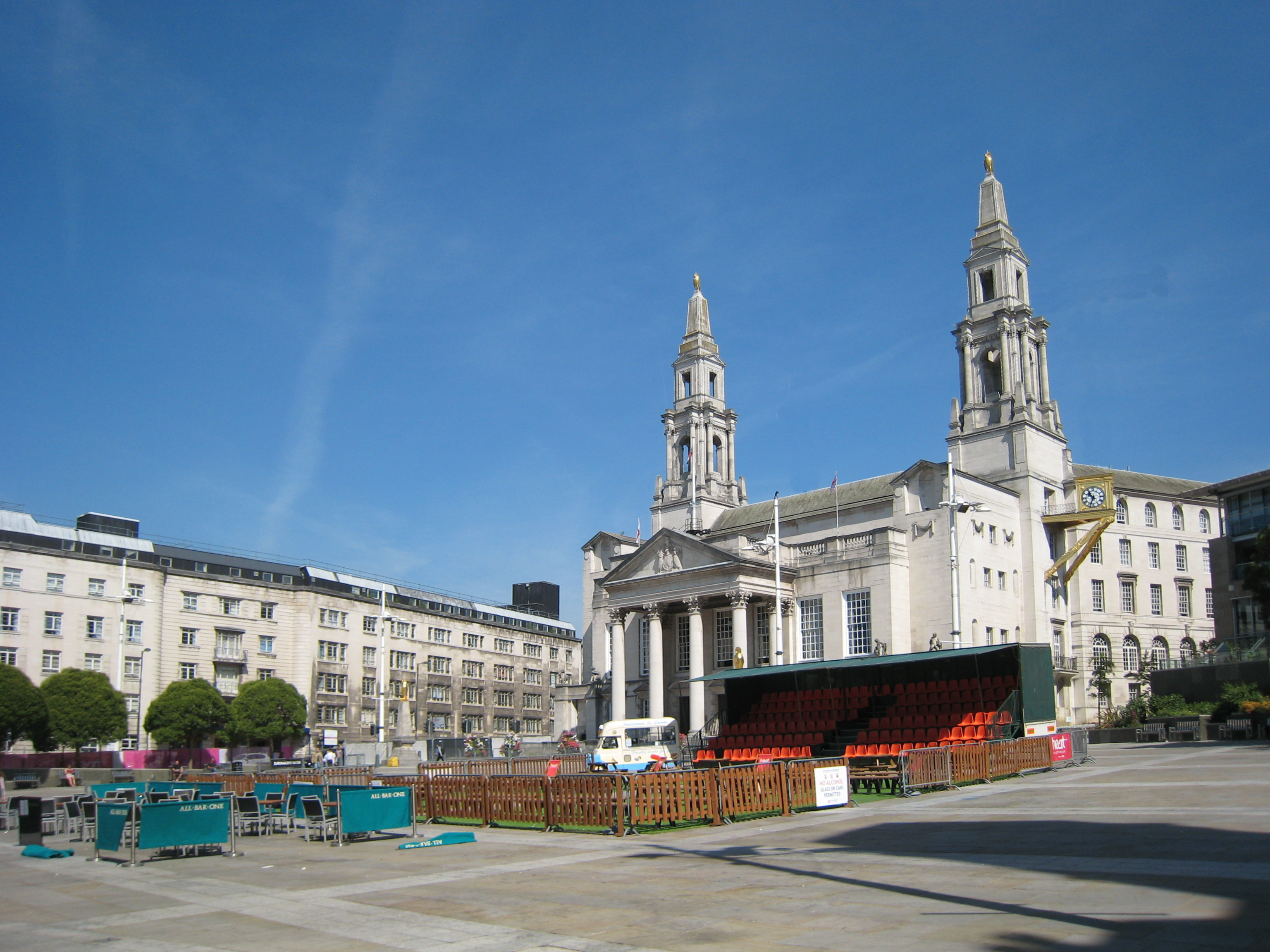
千禧广场与利兹市民厅

千禧广场（Millennium Square）是英格兰西约克郡利兹市中心的一个城市广场，是利兹纪念2000年的旗舰项目。它是由利兹市议会和千年委员会共同出资，总造价为 1200 万英镑。
这是一个L形的步行和活动区，在一个朝南的斜坡上，从利兹市民厅向下，西到卡尔弗利街，另一边是利兹总医院的布拉泽顿楼。